# Geostrategia
Geostrategia – dziedzina geopolityki, w której strategia państwa, w tym polityka zagraniczna i polityka bezpieczeństwa, są podporządkowane elementom geograficznym według zasady, że „geografia jest matką geostrategii”. Geostrategia jest rozpatrywana zawsze z perspektywy określonego państwa, a zatem bierze pod uwagę, jego cele, zasoby, kulturę, gospodarkę itd.

## Znani geostratedzy
- Alfred Thayer Mahan
- Halford John Mackinder
- Friedrich Ratzel
- Rudolf Kjellén
- George F. Kennan